# Jakubov
Jakubov (en alemán: Jakobsdorf; en húngaro: Nagyjakabfalva) es una aldea en el distrito de Malacky en la Región de Bratislava en Eslovaquia occidental, cercano a la ciudad de Malacky, al noroeste de la capital eslovaca de Bratislava.

## Demografía
| Año        | 1994 | 2004    | 2014     | 2024     |
| ---------- | ---- | ------- | -------- | -------- |
| Población  | 1290 | 1376    | 1592     | 1815     |
| Diferencia |      | +6,66 % | +15,69 % | +14,00 % |

| Año        | 2023 | 2024    |
| ---------- | ---- | ------- |
| Población  | 1799 | 1815    |
| Diferencia |      | +0,88 % |